# Yvré-le-Pôlin
Yvré-le-Pôlin là một xã trong tỉnh Sarthe ở tây bắc nước Pháp. Xã này nằm ở khu vực có độ cao từ 41-112 mét trên mực nước biển.